# Zagoriy Foundation
Zagoriy Foundation («Фонд родини Загорій») — український благодійний фонд, що розвиває культуру благодійності в Україні та надає підтримку некомерційним організаціям. Іншими напрямками роботи фонду є освітні та дослідницькі проєкти, які направлені на підвищення ефективності роботи благодійного сектору.

## Історія
Фонд створено 2015 року Катериною, Глібом та Володимиром Загоріями під назвою «Фонд родини Загорій». Метою фонду було вказано розвиток культури благодійності, підвищення довіри до благодійних інституцій. 2019 року фонд перейменовано на «Zagoriy Foundation».
2022 року, після повномасштабного вторгнення РФ до України одним із основних напрямків роботи фонду стала підтримка некомерційного сектору в Україні.

## Діяльність
За час роботи фонд реалізував та підтримав низку освітніх та мистецьких проєктів, досліджень, та інформаційних кампаній, проводяться грантові конкурси. Співпрацює з Українським католиським університетом, Українським Культурним Фондом та Київською Школою Економіки. Згідно відкритій звітності за роки роботи на благодійність та розвиток культури фонд інвестував понад 80 млн гривень.

### Дослідження
Фонд є замовником соціологічних досліджень некомерційного сектору в Україні. Найбільшим дослідженням фонду є «Благодійність очима українців» — воно було проведене двічі: у 2019 і  2021 роках.
Також за ініціативою фонду були проведені дослідження на тему «Благодійність в умовах коронавірусу», «Довіра до благодійних організацій» та «Потреби та робота НУО під час війни».
Завдяки партнерству з CAF та IU Lilly Family School of Philanthropy, фонд має права на переклад міжнародних досліджень у сфері благодійності українською мовою, які публікує на своєму сайті.

### Грантова діяльність
З 2020 року фонд проводить відкриті грантові конкурси та приймає позаконкурсні пропозиції. Основними фокусом грантової підтримки є проєкти, направлені на розвиток культури благодійності в Україні. За 2020—2022 роки було підтримано 75 проєкти на загальну суму близько 12 млн гривень (станом на липень 2022 року).
В рамках грантової підтримки фонду було реалізовано такі програми як «Лідери української благодійності», навчальні програми направлені на створення необхідних умов умов дітей та дорослих з аутизмом, а також програма підтримки неурядових організацій під час війни.

### Освітні проєкти

#### Charity Match
2021 року фонд почав навчальну програму для працівників некомерційних організацій. Метою програми є навчити організації створювати більш ефективні фандрайзингові кампанії, дізнатися більше про організацію роботи, побудову партнерств, комунікацію та звітність.

#### Школа реабілітаційної медицини
В період з 2016 по 2019 рік за підтримки фонду на базі Українського католицького університету проводились безкоштовні тренінги, відкриті лекції та навчальні конференції з реабілітаційної медицини та сучасних методів реабілітаційної допомоги. Загалом навчання пройшли понад 1000 учасників.

#### Підприємницька діяльність для ветеранів АТО та ООС
В період з 2018 по 2020 рік в співпраці з Київською школою економіки було створено освітню програму з основ підприємництва для ветеранів АТО та ООС. Загалом було проведено чотири хвилі навчання для понад 100 учасників, які реалізували понад 50 проєктів.

#### #MeeTheFuture
У 2018 році було започатковано лекційний цикл, щоб ознайомити українців з носіями нових та актуальних глобальних трендів. Наразі в Україну з лекціями приїжджали: професор Бізнес-школи Каліфорнійського університету в Берклі, Наїм Зафар; політичний активіст і учасник гурту Army of Lovers, Александер Бард; британський композитор і художник, що «вважається першим у світі кіборгом», Ніл Харбіссон; американський письменник та автор книги «Нова влада», Джеремі Хейманс.

### Інші проєкти

#### Щедрий Вівторок
Щедрий Вівторок — це міжнародний рух добрих справ, який покликаний об'єднати людей навколо благодійності. У 2018 році Катерина Загорій стала однією з ініціаторів проєкту глобального руху #ЩедрийВівторок в Україні, який вперше стартував 27 листопада того ж року. Щедрий Вівторок популяризує ідею, що добрі справи можна робити різними способами: ділитися власним часом, талантом, грошима чи інформацією.

#### Медіа Великих Історій
У 2021 році фонд запустив перше в Україні медіа про благодійність — Медіа Великих Історій. Ресурс розповідає про тренди і новини в благодійності, роботу третього сектору економіки, а також публікує інтерв'ю з експертами та актуальні проєкти.

#### Global Teacher Prize
З 2019 року фонд підтримує премію Global Teacher Prize в Україні. Одним з лауреатів премії став Олександр Лисич, вчитель хімії з Чернігівщини, що має унікальну хімічну картинну галерею, а бал його учнів на ЗНО з хімії коливається від 180 до 196 балів.

#### Інформаційні кампанії
Фонд реалізує інформаційні кампанії, мета яких — розповідати більше про благодійність, руйнування міфів навколо неї та популяризація культури благодійності. До прикладів можна віднести кампанію «Хто за цим стоїть?» — серія пам'ятників видатним меценатам Києва (Галшка Гулевичівна, Микола Бунге та інші) а також інсталяцію «Розтопіть лід упереджень».
Окрім того було проспонсовано багато мистецьких проєктів, таких як виставка Павла Гудімова «Ангели» або анімаційний серіал «Історія небайдужих», що розповідає про життя видатних українських меценатів.

### Діяльність під час російського вторгнення в Україну
Після повномасштабного вторгнення РФ до України, фонд адаптував діяльність до війни та розвиває такі напрямки роботи:
- Розвиток та координація благодійного сектору в Україні;
- Підтримка грантерів та партнерів для більш ефективної роботи;
- Створення та поширення корисних матеріалів про філантропію в Україні;
- Міжнародна співпраця.

За час війни було проведено грантовий конкурс для підтримки неприбуткових організацій та соціальне дослідження з питань потреб таких організацій. Окрім того було проведено другий навчальний курс Charity Match, доповнений матеріалами орієнтованими на роботу під час війни.

## Міжнародна співпраця
Фонд співпрацює з Candid — американською організацією, що поширює інформацію про благодійників та бенефіціарів з усього світу, зокрема, гранти Zagoriy Foundation доступні на Foundation Maps. Завдяки співпраці з міжнародними медіа про благодійність, зокрема, Alliance Magazine та Philanthropy News Digest фонд регулярно створює та публікує відповідні аналітичні матеріали.
Фонд є членом наступних міжнародних асоціацій:
- Philanthropy Europe Association (Philea)[39];
- WINGS;
- National Center for Family Philanthropy (NCFP)[40];
- European Venture Philanthropy Association (EVPA)[41].

## Нагороди
- 2021 — «Благодійна Україна»[42], «Благодійна акція року»[43]
- 2022 — валідація від CAF America[en] — однієї з найбільших американських організацій-грантодавців[44][45][46]

## Документи
1. ↑  https://zagoriy.foundation/wp-content/uploads/2019/12/zf-brochure-digital.pdf
2. ↑  https://zagoriy.foundation/wp-content/uploads/2022/01/blagodijnist-ochyma-ukrayincziv-u-2021-1.pdf
3. ↑  https://zagoriy.foundation/wp-content/uploads/2020/05/blagodijnist-v-umovah-koronavirusu.pdf
4. ↑  https://zagoriy.foundation/wp-content/uploads/2020/07/dovira_do_blagodijnyh_organizaczij_v_ukrayini.pdf
5. ↑  https://zagoriy.foundation/wp-content/uploads/2022/04/potreby-tp-robota-nuo-pid-chas-vijny_.pdf